# Pterygoneurum squamosum
Pterygoneurum squamosum là một loài rêu trong họ Pottiaceae. Loài này được Segarra & Kurschner mô tả khoa học đầu tiên năm 1998.